# Яровая Белещина
Яровая Белещина (укр. Ярова Білещина) — село в Прилукском районе Черниговской области Украины. Население — 42 человека. Занимает площадь 0,427 км². Протекает река Полова.
Код КОАТУУ: 7424188805. Почтовый индекс: 17542. Телефонный код: +380 4637.

## Власть
Орган местного самоуправления — Сухополовянский сельский совет. Почтовый адрес: 17542, Черниговская обл., Прилукский р-н, с. Сухополова, ул. Черниговская, 32.